# Люцернянский сельский совет (Вольнянский район)
Люцернянский сельский совет (укр. Люцернянська сільська рада) — входит в состав
Вольнянского района
Запорожской области
Украины.
Административный центр сельского совета находится в
с. Люцерна.

## История
- 1991 — дата образования.

## Населённые пункты совета
- с. Люцерна
- с. Богатыревка
- с. Вольногрушевское
- с. Вольноулановское